# Aedes
Aedes е таксономичен род немаларийни комари, чиито представители са вектори на причинителите на няколко важни инфекциозни заболявания като Западнонилска треска и Жълта треска. Видовете комари от този род са разпространени основно в тропиците, но се срещат навсякъде по Земята с изключение на Антарктика.
Родът включва около 700 вида дребни комари.
Значими представители:
- тигров комар